# Champion Air
Champion Air — бывшая авиакомпания Соединённых Штатов Америки со штаб-квартирой в Блумингтоне (Миннесота), работавшая в сфере чартерных пассажирских перевозок по контрактам с туристическими операторами, спортивными командами и договорам с государственными учреждениями.
Портом приписки авиакомпании и её главным транзитным узлом (хабом) являлся международный аэропорт Миннеаполис/Сент-Пол, в качестве вторичных хабов перевозчик использовал международный аэропорт Денвер и международный аэропорт Маккаран в Лас-Вегасе.
Вплоть до своего банкротства 31 мая 2008 года Champion Air являлась одним из основных подрядчиков федеральной системы перевозок заключённых Министерства юстиции США (англ. Justice Prisoner and Alien Transportation System).

## История
Авиакомпания MGM Grand Air была основана в 1987 году в качестве дочернего предприятия холдинга MGM Mirage и начала операционную деятельность в сентябре того же года. Компания делала упор на чартерные перевозки клиентов на самолётах Douglas DC-8 и Boeing 727 с VIP-компоновками пассажирских салонов, а также запустила регулярный рейс между международным аэропортом Лос-Анджелеса и нью-йоркским международным аэропортом имени Джона Кеннеди на самолёте, имевшем один пассажирский салон первого класса. Штаб-квартира авиакомпании располагалась в городе Эль-Сегундо (Калифорния).
К 1994 году у бизнесменов и богатых знаменитостей наметилась тенденция пользоваться небольшими реактивными лайнерами бизнес-авиации, поэтому число заказов MGM Grand Air неуклонно шло на спад. В июле 1995 года операционный сертификат авиакомпании MGM Grand Air приобрела небольшая туристическая компания из Идайны (Миннесота), после чего официальное название перевозчика было изменено на Champion Air, а деятельность компании переориентирована на выполнение заказов на перевозку спортивных команд и их болельщиков по многочисленным спортивным соревнованиям. В воздушном флоте авиакомпании при этом были оставлены только самолёты класса Boeing 727.
В марте 1997 года Champion Air приобрёл владелец профессионального бейсбольного клуба Миннесота Твинс и совладелец магистральной авиакомпании Northwest Airlines (NWA) Карл Полэд. Штаб-квартира перевозчика была перенесена в город Миннеаполис, в аэропорте которого находился один из главных хабов NWA, после чего Champion Air заменил бывшего партнёра магистрала, авиакомпанию Sun Country Airlines, на региональных направлениях в хабе Миннеаполиса. К 2003 году пять топ-менеджеров компании завершили сделки по полному выкупу всей собственности Champion Air, тем самым полностью получив контроль над авиакомпанией.
Летом 2007 года руководство перевозчика сообщило о том, что все региональные перевозки к 2008 году будут переведены из обслуживания Champion Air в операционное управление NWA, что стало серьёзным ударом по финансовой деятельности авиакомпании, поскольку на данные маршруты приходилось 75-80 процентов всех совершаемых рейсов. В январе 2008 года стало известно о том, что контракт на транспортное обслуживание тринадцати профессиональных команд Национальной баскетбольной ассоциации так же будет передан в Northwest Airlines.
31 марта 2008 года президент и генеральный директор Champion Air Ли Стил сообщил о прекращении с 31 мая того же года всех полётов и об остановке всей операционной деятельности авиакомпании в связи, по его словам, с высокой стоимостью топлива и неэффективным парком воздушных судов, состоящем из устаревших лайнеров Boeing 727—200. «Наша бизнес-модель не является конкурентоспособной при стоимости нефти в 110 долларов за баррель» — заявил Ли Стил в интервью корреспондентам СМИ.

## Флот
По состоянию на март 2007 года воздушный флот авиакомпании Champion Air составляли следующие самолёты:
- Boeing 727—200 — 6 ед. Салон каждого самолёта скомпонован из 56 пассажирских мест уровня бизнес-класса
- Boeing 727—200 — 10 ед.